# デリバリーお姉さんNEO
デリバリーお姉さんNEO（デリバリーおねえさんネオ）は、日本のテレビドラマ。
テレビ神奈川及びGYAO!の共同制作として放送。2016年1月2日に放送された「デリバリーお姉さん」の続編作品。

## 概要
「デリバリーお姉さん」というデリバリーヘルスと誤解されがちな名称で派遣の便利屋をやっているエリーとマコの物語。一話完結型。
単発ドラマ版の監督は二宮健が務めた。

## キャスト
カッコ内は劇団名。

### デリバリーお姉さん
エリー
演 - 岩井堂聖子
主人公の一人。「デリバリーお姉さん」として働くアラサーの先輩。一見、投げやりな感じに見えるが、意外に情にもろい部分もある。
綺麗系なので、依頼で妻代理や、恋人代理を頼まれることが多い。
マコ
演 - 木竜麻生
主人公の一人。「デリバリーお姉さん」として働く後輩。熱いハートで積極的に仕事に取り組む。最初は、やる気を見せないエリーを引っ張る展開が多い。
北橋
演 - 板橋駿谷（ロロ）
連続ドラマ版の店長。「デリバリーお姉さん」という店名の名付け親。
小村
演 - 小村昌士
単発ドラマ版の店長。

### ゲスト

#### 単発ドラマ版
CHAPTER1 「STANILAVSKI SYSTEM」
福本監督：二ノ宮隆太郎　
女優ユリ：柳英里紗
CHAPTER2 「MARRIAGE」
夫婦：川上一輝、松山愛里
依頼者：桜井ユキ
CHAPTER3 「ENDING AT THE SEA」
ケンイチ：山田ジェームス武
キタヤマ：木村暉
ユリコ：ERINA

#### 連続ドラマ版
第1話「恋の言葉が舞う中で」
サクラ：島田桃子（ロロ）
第2話「ビーマイベイブ」
シンドウ：吉岡睦雄
シンドウの妻：細野今日子
シンドウの愛人：風谷南友
第3話「あの夏を再現」
カモシマ：亀島一徳（ロロ）
同級生：新名基浩
第4話「幽霊の恋」
イマムラ（幽霊）：金井玖妃
キノシタ：久保田武人（SNATCH)
第6話「声を訪ねて」
ダイゴロー：篠崎大悟（ロロ）
声の主：カネコアヤノ
第7話「一緒に遊ぼう」
ハナヤマ：森本華（ロロ）
第8話「正義の味方の味方」
くるみ：中村美乃莉
デスメタルのバンドメンバー：永井響
第9話「あの頃といま頃と」
バリー姉さん：望月綾乃（ロロ）
第10話「UFOが来るまで踊ろう!」
ヤマダ：中島広稀

## エピソードリスト
| 話数 | エピソードタイトル   | 初回放送日    | メインゲスト | 脚本               | 演出     | 視聴率 |
| --- | -------------------- | ------------- | ------------ | ------------------ | -------- | ------ |
| EP:1 | 恋の言葉が舞う中で   | 2017年4月25日 | 島田桃子     | 三浦直之           | 松本壮史 |        |
| 今日も猫探しくらいしか仕事がないデリバリーお姉さん。猫を届けたところで、サクラと名乗る女性から声を掛けられた。幼馴染の思い人にラブレターを長年書き続けていた中、今朝最高傑作ができたものの、たくさんの失敗作の中に紛れてしまったので見つけて欲しいという。再会の約束の時間までに最高傑作を発見できるのか？ |                      |               |              |                    |          |        |
| EP:2 | ビーマイベイブ       | 2017年5月2日  | 吉岡睦雄     | 大歳倫弘           | 瀬川功仁 |        |
| 今日も仕事がなく、週刊誌の浮気アンケートに憤るデリバリーお姉さんの二人。そこへ浮気がばれてしまい、愛人が妻と会って決着を付けたいと言い出したのを収めてほしいというシンドウがやってきた。エリーに妻の代役を頼み、とにかく「わたしは彼を愛しています。別れるつもりはありません」と言い続けて欲しいという。仕事は一応成功。二人は打ち上げで飲みに行きシンドウはエリーを口説く。そこで本物の妻と遭遇してしまい、新たな騒ぎになる。 |                      |               |              |                    |          |        |
| EP:3 | あの夏を再現         | 2017年5月9日  | 亀島一徳     | 三浦直之           | 松本壮史 |        |
| 今日も暇で、スイカにチャージは一回いくらするかで議論している二人。店長が同級生のカモシマを連れてきて、高3の夏に出来ずに終わった告白を再現したいという依頼だという。その時の相手の女子高生役を頼まれ、エリーは久しぶりに高校時代の制服を着る。 |                      |               |              |                    |          |        |
| EP:4 | 幽霊の恋             | 2017年5月16日 | 金井玖妃     | 大歳倫弘           | 瀬川功仁 |        |
| 30分遅刻してきてマコに怒られるエリー。途中でマコはエリーの後ろにたたずんでいる制服の女子高生に気付くが、エリーには見えない。彼女はマコにだけ見えて話もできる女子高生は15年前に亡くなった幽霊で、当時付き合っていた彼氏に告白したものの、回答を聞く前に死んでしまって成仏できないという。彼を探し出して答えを聞き出すために、二人は奔走する。                                                                                   |                      |               |              |                    |          |        |
| EP:5 | ある日の23分ちょっと | 2017年5月23日 | なし         | 大歳倫弘           | 松本壮史 |        |
| 人はなぜ結婚式を挙げるのかを議論している二人。実は赤の他人の結婚式に出て余興をやるという依頼を店長が引き受けたらしく、どんな余興をやるかの打ち合わせ中なのだ。どんな余興ができるか話し合うが、これといったものがなく、延々と揉めた挙句に喧嘩になってしまう。 |                      |               |              |                    |          |        |
| EP:6 | 声を訪ねて           | 2017年5月30日 | 篠崎大悟     | 三浦直之           | 松本壮史 |        |
| エリーは道端で歌を歌っているダイゴローと会って、この歌を聞いたことがないかと尋ねられる。その歌は彼のアパートの隣の部屋に住んでいた女性が毎晩歌っていたものであるが、引っ越してしまって連絡も取れないという。名前も顔もわからない歌の主を探すという依頼を二人は引き受ける。歌の動画をアップロードしたところ、そのレスから歌の舞台が判明して‥。                                                                                  |                      |               |              |                    |          |        |
| EP:7 | 一緒に遊ぼう         | 2017年6月6日  | 森本華       | 三浦直之           | 松本壮史 |        |
| 夜中まで電話口で数時間も何も話さない依頼者ハナヤマ。しかし、エリーが背後で流れるRPGメロディーを聞き分けると話し始め、一緒に遊んで欲しいという。エリーとマコは、ハナヤマの家でRPGの冒険をすることになる。 |                      |               |              |                    |          |        |
| EP:8 | 正義の味方の味方     | 2017年6月13日 | 中村美乃莉   | 大歳倫弘           | 瀬川功仁 |        |
| 今日も電話が鳴るのを待っている3人。くるみちゃんという少女から正義の味方になりたいという依頼があり、ともあれ出動する。 |                      |               |              |                    |          |        |
| EP:9 | あの頃と今頃と       | 2017年6月20日 | 望月綾乃     | 三浦直之           | 松本壮史 |        |
| 履歴書探しをするマコ。ちらかってしまった事務所を見て店長が二人に大掃除を依頼する。すると、初代デリバリーお姉さん、バリー姉さんと店長の写真が出てくる。 |                      |               |              |                    |          |        |
| EP:10 | UFOが来るまで踊ろう  | 2017年6月27日 | 中島広稀     | 松本壮史、三浦直之 | 松本壮史 |        |
| 就活の履歴書を書くマコ。店長はこの仕事を辞めようと思っていることをエリーには言ったのかと質問するが、言っていないという。そこへ、UFOを呼び出す依頼の電話がかかってきた。 |                      |               |              |                    |          |        |